# アブドラ国王大学病院
座標: 北緯32度30分6秒 東経35度59分39秒 / 北緯32.50167度 東経35.99417度
アブドラ国立大学病院 (アラビア語: مستشفى الملك المؤسس عبد الله الجامعي)、略称KAUHは、ヨルダンのアル・ラムサにある病院。 イルビド県、アジュルン県、ジャラシュ県、マフラク県の住民約100万人を対象に医療サービスを提供しており、ヨルダン北部最大の医療施設となっている。

## 概要
ヨルダン科学技術大学（JUST）に付属する大学病院であり、大学内の医学部施設と隣接するキャンパス内に位置している。病院内は保健省や王立医療サービス（RMS）のほか、ヨルダン科学技術大学医学部の教員である常勤の医師・外科医が置かれている。
病院の総面積は95,583平方メートルで、2階建ての駐車場の面積は9,000平方メートルとなっている。病床数は683床で、緊急時は800床に増やすことが可能である。
アブドラ国立大学病院は病床が全て設置されている15階建ての高層ビルと、診療所及びその他のサービスが提供される3階建ての低層ビルから構成され、また低層ビルの1階を通じて保健学部と繋がっている。

## 歴史

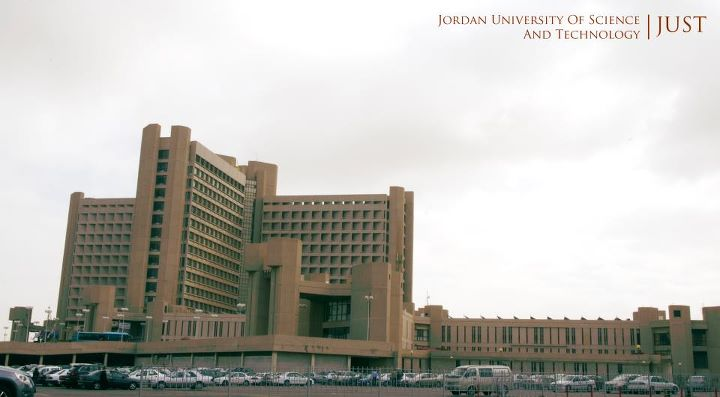
アブドラ国立大学病院

アブドラ国立大学病院はアクシオナが1億2000万ドルで建てたもので、後期の国王フセイン1世によって開院された、ヨルダン北部の住民を対象とした先進医療施設である。
しかし、フセイン自身は祖父・アブドゥッラー1世（トランスヨルダン首長国）の名にちなんで命名された大規模な病院の完成を見る頃には生きていなかった。
アブドゥッラー2世が発足し、2002年11月28日にアブドラ国立大学病院は、短い間にヨルダン北部で最も著名で評判のよい非営利病院の一つに上った。
ヘリポート（航空救急）を含む緊急施設に加え、産婦人科・小児科・内科・外科とともに開院した。
ヨルダン科学技術大学医学・歯学・看護学の学生に限られるが、アブドラ国立大学病院と密接に関連していることもあり、実習やインターンシップのために研究室と居住施設を完備している。

## 診療科
以下はアブドラ国立大学病院の公式ウェブサイトによる診療科である。
- 一般外科
- 救急医学
- 小児科
- 産婦人科
- 内科
- 皮膚科
- 循環器科
- 病理学
- 眼科
- 理学療法
- 認知リハビリテーション
- 生理学
- 神経科
- 看護学
- 放射線医学
- 内視鏡治療
- 情報技術学

## 運営
現在、ヨルダン科学技術大学のオマール・アル＝ジャラ（Omar Al-Jarrah）はアブドラ国立大学病院取締役会長であり、病理学の教授であるイスマイル・マタルッカ（Ismail Matalkah）が総支配人となっている。